# Thibault Chenaille
Thibault Chenaille est un compositeur français.

## Filmographie
- 2010 : Un mari de trop de Louis Choquette
- 2005 : Le plus beau jour de ma vie de Julie Lipinski